# Edme Canat
Edme Canat, né le 11 décembre 1896 à Constantine et mort le 3 mars 1967 à Nice, est un homme politique français.

## Biographie
Issu d'une ancienne famille chalonnaise, son grand-père, Edmond Marcel Canat, capitaine du Premier Etranger créé en 1841, (Légion étrangère), s'établit en Algérie en 1867 à Jemmapes. 
Il est le parent de Gabriel Canat de Chizy.
Engagé durant la Première Guerre mondiale, matricule 19362, aspirant à la deuxième compagnie, 3e regiment de Zouaves, (JORF 26/08/1918), Chevalier de la Légion d'honneur, 4/12/1920, il reçoit la croix de guerre et quatre citations en 1918, Ve Armée. Puis il a encore participé à la Deuxième Guerre mondiale en même temps que son fils de la classe 1920.
Devenu inspecteur des contributions directes après la guerre, puis conseiller fiscal, il est élu député des départements d'Algérie à l'Assemblée nationale, sur une liste défendant l'« union indéfectible de l'armée et de la nation » et les « buts du 13 mai ». Actif à l'Assemblée, Edme Constant Canat se prononce pour le programme du gouvernement Debré (16 janvier 1959) et le règlement définitif de l'Assemblée nationale (3 juin 1959), et se rallie au Regroupement national pour l'unité de la République (21 juillet 1959). Il s'oppose par contre au projet de loi sur les pouvoirs spéciaux du gouvernement (2 février 1960), à la modification du Titre XII de la Constitution (11 mai 1960) et au programme du gouvernement Pompidou (27 avril 1962). 
Membre de la Commission de la Défense nationale, de la commission spéciale chargée de vérifier et d’apurer les comptes et de la commission spéciale chargée d’examiner la proposition de résolution tendant à requérir la suspension de la détention d’un membre de l’Assemblée, il est actif tout particulièrement sur les questions fiscales, participe à la discussion générale sur les finances du Secrétariat général pour les affaires algériennes dans la loi de finances pour 1960 (22 novembre 1959). 
En 1960, il participe à la fondation du Front national pour l'Algérie française. Il déclare que l'administration française a pratiquement renoncé son pouvoir « entre les mains de l'ALN » et que « ce que l'on appelle l'OAS, c'est toute une population qui se dresse contre l'ennemi commun ». Son fils est mortellement blessé au cours d'un attentat FLN le 2 avril 1957 pendant la bataille d'Alger, déclaré « Mort pour la France « (titre 728) le 3 avril à l'âge de 37 ans,. 
Son gendre, Jean-Claude Hourdeaux, est le chef du commando auteur de l'enlèvement du Dr Paul Mainguy en 1962.
Il vote en faveur de la motion de censure sur la question algérienne (5 juin 1962), désapprouvant ainsi ouvertement la politique algérienne du général de Gaulle. Son mandat prend fin par l’ordonnance no 62-737 du 3 juillet 1962, à la suite du scrutin sur l’autodétermination en Algérie du 1er juillet.